# Josefine Lindstrand

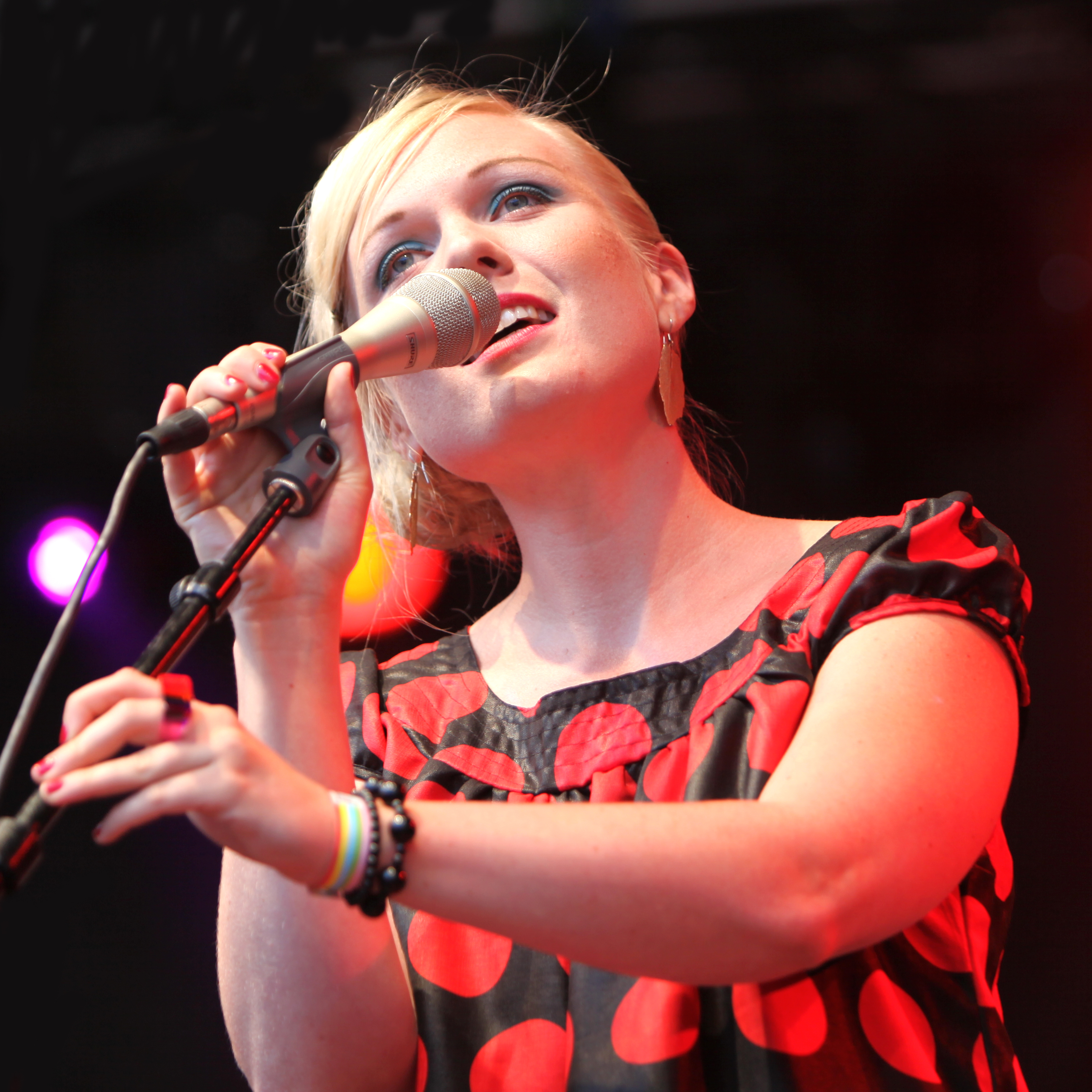
Josefine Lindstrand (2009)

Josefine Lindstrand (* 1981 in Örebro) ist eine schwedische Sängerin, die sowohl im Bereich des Jazz als auch des Independent Rock hervorgetreten ist.

## Leben und Wirken
Lindstrand begann erst mit 16 Jahren mit einer Gesangs- und Instrumentalausbildung (Klavier und Saxophon) und arbeitete bald mit einer Big Band. 2002 nahm sie an der Konzertreise des European Jazz Youth Orchestra unter Leitung von Django Bates teil, mit dem sie später auch mehrfach zusammenarbeitete, unter anderem auf europaweiten Tourneen mit seiner Band Human Chain wie auch bei diversen Konzerten mit dem UMO Jazz Orchestra. Weiterhin holte sie Uri Caine für sein Album The Othello Syndrome; sie nahm auch mit David Dorůžka auf.  
Sie studierte am Rytmisk Musikkonservatorium in Kopenhagen und arbeitete in Skandinavien mit verschiedenen Gruppen, etwa der dänischen Indie-Rock-Band Efterklang und mit Maia Hirasawa und Veronica Maggio. Ihr Debütalbum There Will Be Stars wurde 2009 als bestes schwedisches Jazzalbum ausgezeichnet. Im selben Jahr ging sie mit ihrer eigenen Band in Europa und 2010 in China auf Tournee. 2016 erhielt sie den Jazzkatten des schwedischen Radios als beste Jazz-Komponistin des Jahres.

## Diskographie
- There Will Be Stars (Caprice Records, 2008)
- Brittah (2012)
- Josefine Lindstrand & Norrbotten Big Band While We Sleep (2016)

auf Alben anderer
- Sekten; Annars är det tyst, (ILK-records)
- Django Bates: You Live and Learn Apparently (Lost Marble)
- Bosses vänner; Läget? (Gammafon)
- Efterklang; Under Giant Trees (The Leaf)
- Efterklang; Parades (The Leaf)
- Uri Caine, Classical Variations (Winter & Winter)